# 廣瀬幸生
廣瀬 幸生（ひろせ ゆきお、1956年 - ）は、日本の英語学者。専門は、認知意味論・語用論・日英語対照研究。筑波大学名誉教授。筑波英語学会会長（2004年 - ）・日本英語学会第12代会長（2019年 - 2021年）を歴任。

## 来歴・人物
1979年筑波大学第一学群人文学類卒業後、同校文芸・言語研究科に進学、1984年3月に文学博士の学位を取得。博士論文では話者の命題態度を主題として執筆。学位取得後は、筑波大学助手、信州大学講師、筑波大学講師、カリフォルニア大学バークレー校客員研究員を経て、1993年に筑波大学准教授、2004年に同校教授に就任。2022年同名誉教授。
日英語対照研究分野における業績は海外でも評価されており、自身が提案した言語使用の三層モデル (The Three-Tier Model of Language Use) を題材として、欧米での招待講演等も行う。

## 研究業績
（2021年9月時における一部業績）

### 発表
- 「認知言語学と日英語対照研究─ことばからこころと文化に迫る─」, 日本認知言語学会2012年度認知言語学セミナー, 2012年9月7日.
- 「言語使用の三層モデルと日英語対照研究」, 主観性プロジェクト第1回セミナー 2012年12月21日.
- 「Two Types of Comparison: Predication-Based vs. Domain-Based」, Seminar in Linguistics, February 15, 2018.
- 「English as a public-self-centered language and Japanese as a private-self-centered language」, The Fifth International Conference of the International Society for the Linguistics of English, July 17, 2018.
- 「Introduction: English and Japanese as seen from the three-tier model of language use」, The Fifth International Conference of the International Society for the Linguistics of English, July 17, 2018.
- 「日英対照から考えることばの働き─言語使用の三層モデルについて─」, 外国語教育メディア学会関東支部第142回研究大会, 2019年6月15日.
- 「日英語のデフォルト志向性とその解除─英語の非定形節に見られる主体化現象を中心に─」, 日本認知言語学会第20回全国大会, 2019年8月5日.
- 「Where the Awareness Condition Comes from: Cross-Linguistic Generalizations about Viewpoint Reflexives in English and Japanese」, The 15th International Cognitive Linguistics Conference, August 6, 2019.
- 「主観の客体化─他者の思いをどのように受け止め、伝えるか─」, ドイツ文法理論研究会第101回研究会, 2019年10月20日.
- 「ことばは現実をどう捉えるか─ことばの対照研究のおもしろさ─」, 日本英語学会第37回大会, 2019年11月9日.

### 論文
- 「形容詞-ificatoryの強勢の型」, 『英語学』 20, 96-113, 1979年.
- 「韻律理論の眺望」, 『英語学』 23, 2-39, 1980年. (共著)
- 「A Generative Phonological Investigation of Spelling Pronunciation」, 『Proceedings of the Fifth Annual Meeting of the Kansai Linguistic Society』 6-7, 1981.
- 「A Metrical Analysis of English Sentence Stress」, 『Eigogaku』24, 2-24, 1981.
- 「Toward a Theory of Markedness in English Stress Patterns and Syntactic Constructions」, 『Studies in English Literature : English Number 1982』, 97-115, 1982.
- 「A Semantic Constraint on Extraction out of Noun Phrases」, 『Tsukuba English Studies』 1, 1-18, 1982.
- 「On Semantic Classification of English Verbs」, 『Tsukuba English Studies』 1, 87-104, 1982. (共著)
- 「The Generalized Thematic Constraint on X-Shift」, 『Tsukuba English Studies』 2, 129-147, 1983. (共著)
- 「The Rhythm Rule and Latinate Prefix-Stem Adjectives」, 『Tsukuba English Studies』 2, 1-9, 1983.
- 「文の主題となる所有格代名詞について」, 『英語学』 26, 26-43, 1983年.
- 「書評:村田勇三郎著『機能英文法』 」, 『英語学』 27, 126-136, 1984.
- 「Real-Mary or Image-Mary? 」, 『English Linguistics Today』, 1-11, 1985.
- 「John had a walk around the town」, 『Gengo』 14(2), 98-99, 1985.
- 「I bought a car before he had bought one」, 『Gengo』 14(7), 90-91, 1985.
- 「書評:Ray Jackendoff著〈Semantics and Cognition〉」, 『英文学研究』 62(2), 419-424, 1985.
- 「Ann says that the man who robbed Sue is longhaired」, 『Gengo』 15(4), 98-99, 1986.
- 「発話動詞補文と話し手の主観的真偽判断」, 『英語青年』 132(7), 314-318, 1986年.
- 「John's wife is a good cook」, 『Gengo』 16(1), 66-67, 1987.
- 「if only」, 『Eigo Seinen』 133(5), 217, 1987.
- 「私的表現と公的表現」, 『文藝言語研究・言語篇』 14, 37-56, 1988年.
- 「言語表現のレベルと話法」, 『日本語学』 7(9), 4-13, 1988年.
- 「書評:M.J.Cresswell著〈Semantical Essays : Possible Worlds and Their Rivals〉」, 『学鐙』 86(1), 68-69, 1989年.
- 「書評：斉藤・佐藤・ウィルカーソン著『新英文法入門』」,  『言語』 18(5), 136, 1989年.
- 「Children's Semantics : Child as a Prototype Concept」, 『English Linguistics』 6, 183-202, 1989.
- 「書評：児玉徳美著『言語のしくみ─意味と形の統合』 」, 『言語』 20(8), 138, 1991年.
- 「On a Certain Nominal Use of Because-Clauses: Just Because Because-Clauses Can Substitute for That-Clauses Does Not Mean That This Is Always Possible」, 『English Linguistics』 8, 16-33, 1991.
- 「動詞climbの用法と意味照応」, 『現代英語学の歩み』, 343-352, 1991年.
- 「'Determiner Phrases' and Comparatives : Syntax vs. Semantics 」, 『Bungei Gengo Kenkyu: Gengo-hen』 22, 121-140, 1992.
- 「Becauseのメタ言語的機能について」、『英語音声学と英語教育』, 81-85, 1992年.
- 「程度・比較修飾の意味構造」, 『個別言語学における文法カテゴリーの一般化に関する理論的研究』, 7-20, 1994年.
- 「there構文に生ずる定名詞句」, 『英語青年』 140(1), 35, 1994年.
- 「認知意味論の哲学的意味合い」, 『英語青年』 140(4), 191, 1994年.
- 「認知の領域と文法関係」, 『英語青年』 140(7), 355, 1994年.
- 「語彙意味論の展開」, 『英語青年』 140(10), 531, 1995年.
- 「Direct and Indirect Speech as Quotations of Public and Private Expression」, 『Lingua』 95(4), 223-238, 1995.
- 「関係詞節」, 『英文法への誘い』, 231-246, 1995年.
- 「程度からモダリティへ─英語におけるメタ比較構文の意味論」, 『つくば言語文化フォーラム研究報告書-述語機能の研究-』, 19-31, 1996年.
- 「日英語再帰代名詞の再帰的用法について」, 『言語』 25(7), 81-92, 1996年.
- 「書評:Adele E.Goldberg 著<Constructions:A Construction Grammar Approach to Argument Structure> 」, 『英文学研究』 73(1), 169-174, 1996年.
- 「Bound Pronouns as N-bar Proforms」, 『Lingua』 102, 169-186, 1997年.
- 「Direct and Indirect Speech as Seen from Levels of Linguistic Expression : A Contrastive Analysis of Japanese and English」, 『筑波大学「東西言語文化の類型論」特別プロジェクト研究報告書平成９年度I』, 491-503, 1998年. (Written in English)
- 「構文間の継承関係─because節主語構文の構文文法的分析」, 『英語青年』 144(9), 511-514, 1998年.
- 「文法の基本単位としての構文─構文分法の考え方」, 『東西言語文化の類型論特別プロジェクト研究報告書』, 591-610, 1999年.
- 「視点と知覚空間の相対化」, 『空間表現の文法化に関する総合的研究』, 123-133, 1999年.
- 「書評:八木克正著『英語の文法と語法─意味からのアプローチ』 」, 『英語青年』 145(7), 478-479, 1999年.
- 「日本語から見た日本人─日本人は「集団主義的」か」, 『筑波大学「東西言語文化の類型論」特別プロジェクト研究報告書』, 153-173, 2000年. (共著)
- 「A Semantic Functional Analysis of Degree Modification」, 『東アジア言語文化の総合的研究』, 113-132, 2000年. (Written in English)
- 「Public and Private Self as Two Aspects of the Speaker : A Contrastive Study of Japanese and English」, 『Journal of Pragmatics』 32, 1623-1656, 2000.
- 「視点と知覚空間の相対化」, 『空間表現と文法』, 143-161, 2000年.
- 「日本語から見た日本人─日本人は「集団主義的」か[上]」, 『言語』 30(1), 86-97, 2001年. (共著)
- 「日本語から見た日本人─日本人は「集団主義的」か[下]」, 『言語』 30(2), 102-112, 2001年. (共著)
- 「H2Oをどう呼ぶか─対照研究における相対主義と認知主義 」, 『筑波大学東西言語文化の類型論特別プロジェクト研究報告書 平成12年度IV』, 673-692, 2001年.
- 「メタ比較構文の意味論─程度のモダリティ化」, 『意味と形のインターフェイス-中右実教授還暦記念論文集-(上巻)』, 499-509, 2001年.
- 「授受動詞と人称」, 『言語』 30(5), 64-70, 2001.
- 「私的自己中心の日本語・公的自己中心の英語」, 『Newsletter』 57, 3, 2001年.
- 「話し手概念の解体から見た日英語比較」, 『筑波大学「東西言語文化の類型論」特別プロジェクト研究報告書』 5, 723-755, 2002年.
- 「Comparatives and Definite Noun Phrases:How to Account for Their Similarities (and Differences)」, 『English Linguistics』 19(2), 161-185, 2002.
- 「Viewpoint and the Nature of the Japanese Reflexive 'Zibun'」, 『Cognitive Linguistics』 13(4), 357-401, 2002.
- 「H2Oをどう呼ぶか─対照研究における相対主義と認知主義[上] 」, 『言語』 32(6), 80-88, 2003年.
- 「H2Oをどう呼ぶか─対照研究における相対主義と認知主義[下] 」, 『言語』 32(7), 78-87, 2003年.
- 「話者指示の領域と視点階層」, 『文藝言語研究, 言語篇』 47, 45-67, 2005年.
- 「書評：三輪正著『一人称二人称と対話』」, 『言語』 34(8), 118, 2005年.
- 「What the Japanese Language Tells Us about the Alleged Japanese Relational Self」, 『Australian Journal of Linguistics』 25, 219-251, 2005.
- 「比較の二つの類型：叙述型と領域型」, 『JELS』 23, 2006.
- 「The Subject-Self Metaphor and Reflexive Markers in Japanese」, 『Proceedings of the Sixth Annual Meeting of the Japanese Cognitive Linguistics Association』, 557-560, 2006.
- 「日記英語における空主語と主体化」, 『言葉の絆ー藤原保明博士還暦記念論文集』, 270-283, 2006年.
- 「ダイクシスの中心をなす日本的自己 (特集 ダイクシス研究の現在--ことばで捉える「いま」と「ここ」)」, 『言語』 36(2), 74-81, 2007年.
- 「再帰代名詞の視点的用法と人称の非対称性 (特集 形式と意味のミスマッチ)」, 『英語青年』 152(11), 650-652, 2007年.
- 「日英語の比較構文─共通点と相違点をどう捉えるか」, 『諸外国語と日本語の対照的記述に関する方法論的研究 』, 61-85, 2007年.
- 「再帰代名詞の意味拡張について─日英語対照研究」, 『言語記述と言語教育の相互活性化のための日本語・中国語・韓国語対照研究』, 187-209, 2008年.
- 「話者指示性と視点階層」, 『ことばのダイナミズム』, 261-276, 2008年.
- 「話し手の解体と主体化・客体化─日英語対照研究の観点から─」, 『日本語文法学会第9回大会発表予稿集』, 29-38, 2008年.
- 「話者指示性と視点と対比─日英語再帰代名詞の意味拡張の仕組み─」, 『「内」と「外」の言語学』, 147-173, 2009年.
- 「書評：中島平三編『言語学の領域（Ｉ）』」, 『言語』 38(11), 94, 2009年.
- 「Constructions of Degree Modification in English and Japanese: A Semantic Functional Analysis」, 『Tsukuba English Studies』 29, 1-19, 2011.
- 「英語再帰代名詞の視点的用法と談話のタイプ」, 『談話のタイプと文法の関係に関する日英語対照言語学的研究 ＜研究の要約とサンプルデータ＞』, 5-7, 2011年.
- 「日英語における主体化・客体化と談話のタイプ」, 『談話のタイプと文法の関係に関する日英語対照言語学的研究 ＜研究の要約とサンプルデータ＞』, 8-14, 2011年.
- 「公的自己・私的自己の観点と主体性の度合い─言語使用の三層モデル─」, 『日本英文学会第83回大会Proceedings／2010年度支部大会Proceedings』, 243-245, 2011年.
- 「公的表現・私的表現と日英語の話法」, 『英語語法文法研究』 19, 20-34, 2012年.
- 「Deconstruction of the Speaker and the Three-Tier Model of Language Use」, 『Tsukuba English Studies』 32, 1-28, 2013.
- 「公的自己・私的自己中心性と日英語の文法現象：「言語使用の三層モデル」からの視点」, 『JELS』 31, 267-268, 2014年.
- 「The conceptual basis for reflexive constructions in Japanese」, 『Journal of Pragmatics』 68, 99-116, 2014.
- 「Introduction: Public/Private-Self-Centeredness and Grammatical Phenomena in Japanese and English—The Perspective of the Three-Tier Model of Language Use」, 『English Linguistics』 32(1), 114-119, 2015.
- 「An Overview of the Three-Tier Model of Language Use」, 『English Linguistics』 32(1), 120-138, 2015.
- 「英語との比較から見た日本語らしさ─時間のメタファーを中心に─」, 『日本語の研究』, 206-208, 2016年.
- 「主観の客体化─他者の思いをどのように受け止め、伝えるか─」, 『文藝言語研究 言語篇』 76, 73-98, 2019年.
- 「日英語のデフォルト志向性とその解除─英語の非定形節に見られる主体化現象を中心に─」, 『日本認知言語学会論文集』 20, 103-115, 2020年.
- 「Where the Awareness Condition Comes from: Cross-Linguistic Generalizations about Viewpoint Reflexives in English and Japanese」, 『エネルゲイア 45』, 1-12, 2020. (Written in English)

### 著書
- 「Referential Opacity and the Speaker's Propositional Attitudes」, Liber Press, 1986.
- 「例解現代英文法辞典」, 大修館書店, 1987年. (項目執筆)
- 「現代英文法辞典」, 三省堂, 1992年. (項目執筆)
- 「小学館ランダムハウス英和大辞典第2版」, 小学館, 1994年. (項目執筆)
- 「英文法への誘い」, 開拓社, 1995年.
- 「コンサイス英文法辞典」, 三省堂, 1996年. (項目執筆)
- 「指示と照応と否定」, 研究社出版, 1997年.
- 「空間表現と文法」, くろしお出版, 2000年.
- 「意味と形のインターフェイスー中右実教授還暦記念論文集」, くろしお出版, 2001年.
- 「日本語から見た日本人─主体性の言語学─」, 開拓社, 2010年. (共著)
- 「談話のタイプと文法の関係に関する日英語対照言語学的研究」, 筑波大学大学院人文社会科学研究科文芸・言語専攻英語学領域, 2011年.
- 「叙述型比較と領域型比較─比較構文の日英語対照研究─」, 「言語研究の視座」, 2015年. (項目執筆)
- 「日英語における時間のメタファーと主観性─言語使用の三層モデルからの視点─」, 「言語の主観性─認知とポライトネスの接点─」, くろしお出版, 2016年. (項目執筆)
- 「ラネカーの (間) 主観性とその展開 」, 開拓社, 2016年.
- 「自分の言語学─言語使用の三層モデルに向けて─」, 「三層モデルでみえてくる言語の機能としくみ」, 2017年.
- 「三層モデルでみえてくる言語の機能としくみ」, 開拓社, 2017年. (ISBN: 9784758918237)
- 「Logophoricity, Viewpoint, and Reflexivity」, 「The Cambridge Handbook of Japanese Linguistics」, Cambridge University Press, 2018. (ISBN: 9781107185456)